# Жан-Ів Тадьє
Жан-Ів Тадьє́ (фр. Jean-Yves Tadié; нар. 7 вересня 1936, Булонь-Біянкур) — французький письменник, літературознавець, професор-емерит Університету Париж-Сорбона та директор колекцій «Folio classique» et «Folio théâtre» видавництва Галлімар. Біограф Марселя Пруста.

## Біографія
Випускник вищої нормальної школи (клас 1956 р.), має ступінь агреже та докторський ступінь з літературознавства.
Як біограф і дослідник творчості Марселя Пруста, відредагував 1987 року нове видання У пошуках втраченого часу" в бібліотеці Плеяди, відзначене 1988 році Премією Французької академії. Він також редагував та упорядковував для Бібліотеки Плеяди повні видання творів Наталі Саррот, перший том «Тесктів про мистецтво» Андре Мальро (Gallimard, 2004), а також том VI повного зібрання творів Мальро, в якому були зібрані есеї письменника (Gallimard, 2010).
Тадьє є автором передмов до роману Александра Дюма «Віконт де Бражелон» (видання 1997), до трьох неопублікованих творів Андре Мальро: «Записник з Народного фронту» (Carnet du Front populaire, Gallimard, 2006), «Записник з СРСР» (Carnet d'URSS 1934, Gallimard, 2007), «Вибрані листи 1920—1976» (Gallimard, 2012) та «Листи до своєї сусідки» Марселя Пруста (Gallimard, 2013).
Тадьє був директором Французького інституту в Лондоні, викладав в Оксфордському університеті та в університетах Яунде, Олександрії та Каїру. 2011 року він був нагороджений Орденом мистецтв та літератури. З цього ж таки року став віце-президентом Товариства друзів Марселя Пруста .
Одружений з Арлетт Курі-Тадьє (авторкою книги "Дитинство в Газі 1942—1958, Maisonneuve & Larose, 2002. Подружжя має трьох дітей. : Алексіс, Бенуа і Жером .

## Опубліковані твори

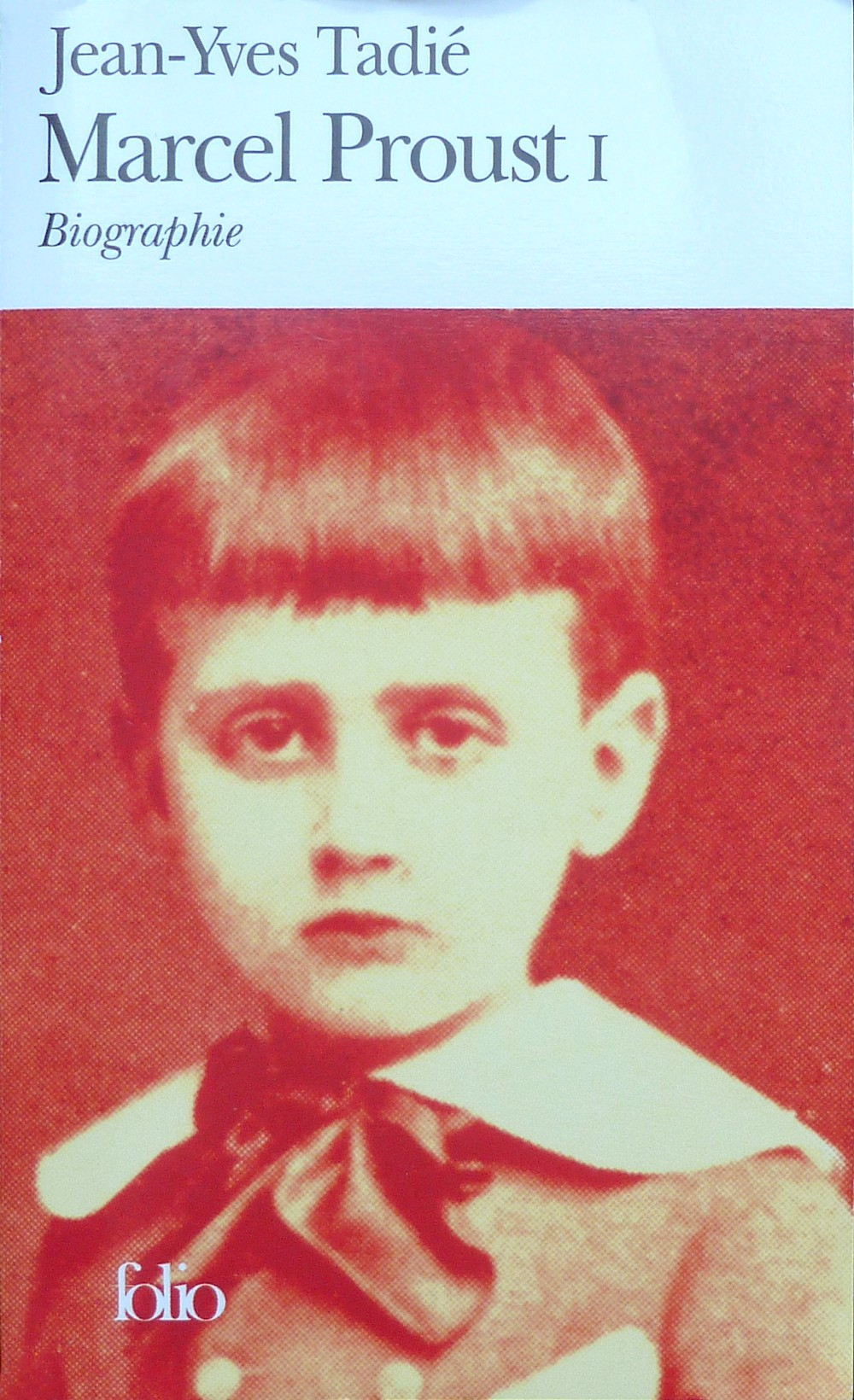
Французьке видання біографії Марселя Пруста

- Introduction à la vie littéraire du XIXe siècle, Bordas, 1971.
- Lectures de Proust, Colin, 1971.
- Proust et le Roman, Gallimard, 1971.
- Le Récit poétique, PUF, 1978 ; Gallimard, 1994.
- Le Roman d'aventures, PUF, 1982.
- Proust, le dossier, Pierre Belfond, coll. " Agora ", 1983 (traduit en japonais, en allemand, en italien).
- La Critique littéraire au XXe siècle, Belfond, 1987 (traduit en japonais, en portugais, en grec, en turc, en arabe et en chinois, et deux fois en persan).
- Études proustiennes I à VI, Gallimard, 1973—1988.
- Le Roman au XXe siècle, Belfond, 1990.
- Portrait de l'artiste, Oxford University Press, 1991.
- Marcel Proust, biographie, Gallimard, 1996 (Prix Nouveau Cercle Interallié 1996)(traduit en anglais, en italien et en ukrainien). Édité en deux tomes dans la collection Folio (no 3213 — 3214), 1999 ISBN 978-2070408870 et ISBN 978-2070409808.
- Le Sens de la mémoire (avec Marc Tadié), Gallimard, 1999.
- Proust, la cathédrale du temps, Gallimard, coll. " Découvertes Gallimard / Littératures " (no 381), 1999, (traduit en chinois traditionnel à Taïwan, 2001).
- Regarde de tous tes yeux, regarde ! Gallimard, 2005.
- De Proust à Dumas, Gallimard, 2006.
- Le songe musical, Claude Debussy. L’un et l’autre  (фр.). Paris: Gallimard. 2008. с. 234. ISBN 978-2-07-078684-8.
- Le Lac inconnu. Entre Proust et Freud, Gallimard, coll. «Connaissance de l'inconscient», 2012.
- Le roman d'hier à demain, avec Blanche Cerquiglini. Gallimard, 2012. ISBN 978-2070137015
- Sophie Nauleau; Jean-Christophe Ballot (octobre 2015). Pour le jardin des serres d’Auteuil. Hors série Alternatives  (фр.). Paris: Gallimard. с. 97. ISBN 978-2-07-264818-2.
- Marcel Proust. Croquis d'une épopée, Gallimard, coll. Blanche, 2019
- André Malraux. Histoire d'un regard, Gallimard, coll. Blanche, 2020

## Критичні видання
- Marcel Proust, À la recherche du temps perdu, Gallimard, coll. " Bibliothèque de la Pléiade ", 1987—1989.
- Nathalie Sarraute, Œuvres complètes, Gallimard, Bibliothèque de la Pléiade, 1996.

## Есеї
- La littérature française: dynamique & histoire. I, Jean-Yves Tadié, Michel Delon, Françoise Mélonio, Bertrand Marchal, Jacques Noiray et Antoine Compagnon, Gallimard, 2007, 765 p. ISBN 978-2-07-041885-5
- La littérature française: dynamique & histoire. II, Jean-Yves Tadié, Michel Delon, Françoise Mélonio, Bertrand Marchal, Jacques Noiray et Antoine Compagnon, Gallimard, 2007, 929 p. ISBN 978-2-07-041886-2

## Переклади українською
- Жан-Ів Тадьє. Марсель Пруст. Біографія. Пер. з фр. Зої Борисюк та Анатоля Перепаді. — Київ: видавництво Юніверс, 2011. — 616 с.